# 苗姓
苗姓是中國人的姓氏，在《百家姓》中排名第53位。

## 姓氏起源
苗姓源流有多种，以苗賁皇後裔為多，稱為「正宗」。
苗賁皇後裔（主流）
- 楚國公族闘椒疑心自己功高震主，起兵挑戰楚莊王，陣亡；其子賁皇逃到晉國，封於「苗邑」（今河南濟源），成為苗姓先祖。

苗君後裔
- 相傳上古有一位巫醫稱為「苗」，姓氏不詳，治病有神效，專治瘟疫，時人尊稱為「苗君」，年輕人尊稱其為「苗父」，其後裔為苗姓。

少數民族後裔
- 为蒙古族、滿族、朝鮮族等改苗姓。

## 延伸阅读
[在维基数据编辑]
 《百家姓》
 《欽定古今圖書集成·明倫彙編·氏族典·苗姓部》，出自陈梦雷《古今圖書集成》